# Wichtshausen
Wichtshausen ist seit 1994 ein Ortsteil der kreisfreien Stadt Suhl des Freistaates Thüringen (Deutschland).

## Geografische Lage
Wichtshausen liegt im südlichen Thüringer Wald westlich von Suhl, an der Landstraße nach Meiningen im Tal der Hasel. Die Gemarkung hat eine Fläche von 6,0 Quadratkilometern.

## Geschichte
Erstmals urkundlich erwähnt wurde der Ort im Jahr 799 als Wigfrideshus (Haus des Wigfried) in einer Schenkungsurkunde an das Kloster Fulda. Wichtshausen gehörte zur Grafschaft Henneberg und lag bis 1815 im sächsischen Amt Kühndorf. Im Dreißigjährigen Krieg wurde der Ort schwer beschädigt, u. a. brannten auch Kirche und Pfarrhaus ab. Die Kirche und auch das Pfarrhaus wurden wiederhergestellt und vom Pfarrer aus Albrechts betreut. 1710 wurde Wichtshausen Pfarramt in einem Kirchspiel gemeinsam mit Dillstädt.
Von 1816 bis 1944 gehörte Wichtshausen zum Regierungsbezirk Erfurt der preußischen Provinz Sachsen und ab 1871 zum Deutschen Reich. 
Nach dem Ende des Zweiten Weltkriegs lag der Ort in der Sowjetischen Besatzungszone und kam im Jahr 1949 zur DDR. Später, nach Bildung der Bezirke im Jahr 1952 befand sich Wichtshausen bis September 1990 im Bezirk Suhl.
Infolge der deutschen Wiedervereinigung und den neu gegründeten Bundesländern gelangte es in das Bundesland Thüringen. Weitere Gemeindereformen führten dazu, dass Wichtshausen am 1. April 1994 nach Suhl eingemeindet wurde. 

## Plätze und Bauwerke (Auswahl)
- Der Lindenplatz und die Kirche bilden, zusammen mit einigen erhaltenen und frisch restaurierten Fachwerkhäusern, den historischen Ortskern.[2]
- Vereinshaus für die Bürger des Suhler Ortsteils, eine Art Bürgerbüro, 2002 eröffnet
- Dorfkirche und Pfarrhaus